# Manampatrana
Manampatrana est une commune rurale malgache située dans la partie ouest de la région de Fitovinany.

## Économie

### Transports
La commune est desservie, tant pour le trafic voyageurs que pour le fret, par la ligne de train FCE reliant aux villes de Fianarantsoa et Manakara.